# Xanthothrix neumoegeni
Xanthothrix neumoegeni är en fjärilsart som beskrevs av H. Edwards 1881. Xanthothrix neumoegeni ingår i släktet Xanthothrix och familjen nattflyn. Inga underarter finns listade i Catalogue of Life.